# Me & You Together Song
Me & You Together Song è un singolo del gruppo musicale britannico The 1975, pubblicato il 16 gennaio 2020 come terzo estratto dal quarto album in studio Notes on a Conditional Form.

## Video musicale
Il video musicale, diretto da Bedroom, è stato reso disponibile il 16 gennaio 2020 in concomitanza con l'uscita del singolo.

## Tracce
Testi e musiche di George Daniel e Matthew Healy.
1. Me & You Together Song – 3:29

## Formazione
Gruppo
- Matthew Healy – voce, chitarra, tastiera, pianoforte, banjo
- George Daniel – cori, sintetizzatore, batteria, tastiera, pianoforte
- Adam Hann – chitarra
- Ross MacDonald – basso, contrabbasso

Produzione
- George Daniel – produzione
- Matthew Healy – produzione
- Jonathan Gilmore – ingegneria del suono
- Luke Gibbs – assistenza all'ingegneria del suono
- Mike Crossey – missaggio
- Stephen Sesso – assistenza al missaggio
- Robin Schmidt – mastering

## Classifiche
| Classifica (2020) | Posizione massima |
| ----------------- | ----------------- |
| Irlanda           | 46                |
| Regno Unito       | 35                |